# Baptistère d'El Kantara
Le baptistère d'El Kantara, appelé aussi baptistère de Gightis, est une cuve baptismale paléochrétienne découverte au sud de l'île de Djerba, à El Kantara en Tunisie. Elle constitue une pièce du département paléochrétien du musée national du Bardo.

## Localisation
Le baptistère est dégagé sur le site de Meninx, dit Henchir Bourmedès, au sud de l'île de Djerba, au débouché de la voie qui la relie au continent.
Le baptistère provient de la basilique de la ville, située au nord-ouest, sur un site menacé par la mer et qui a subi des prédations sévères lors de fouilles clandestines.

## Histoire et découverte

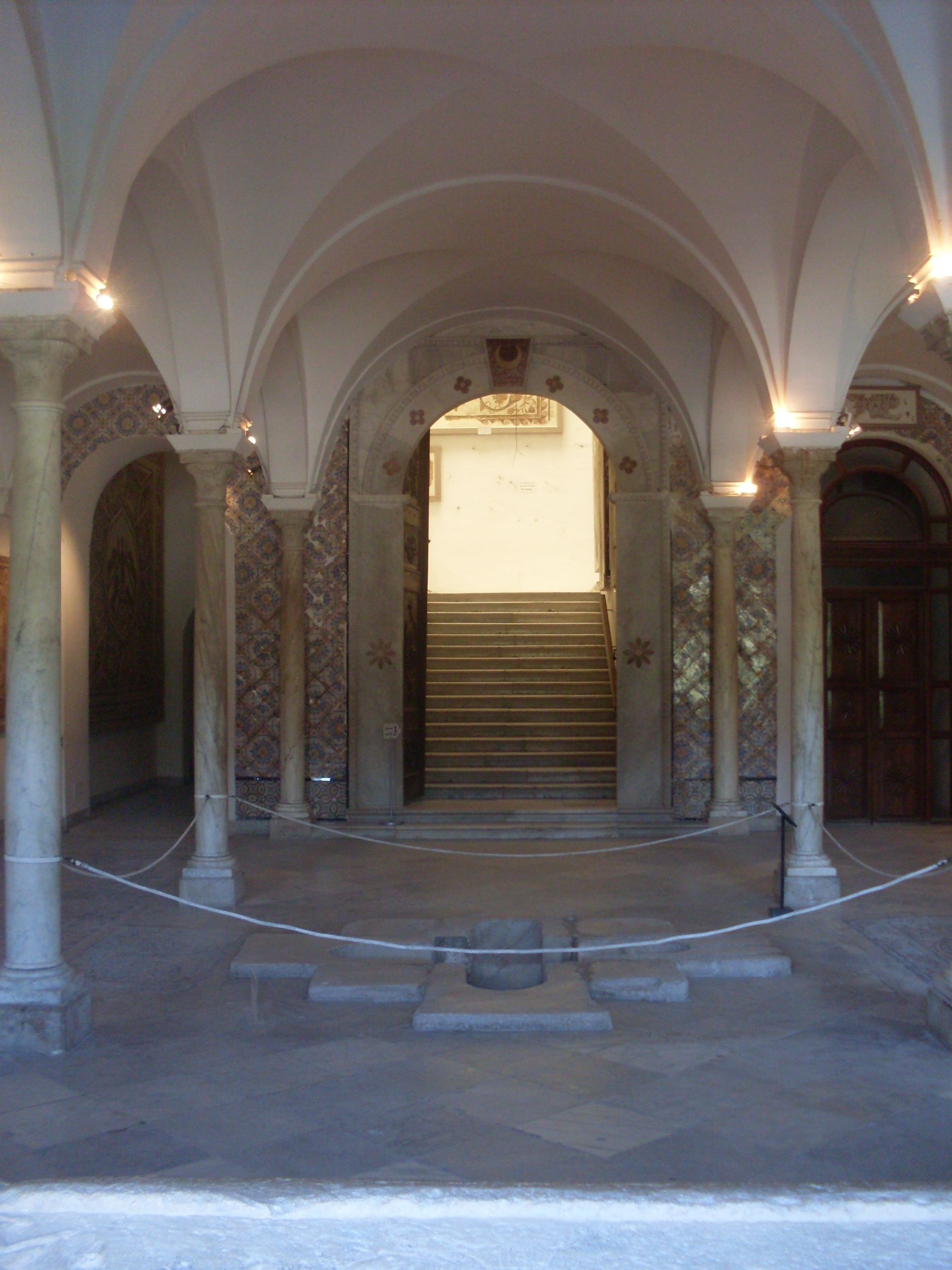
Vue du baptistère dans son lieu d'exposition en 2010.

### Histoire ancienne
La cuve a été datée du Ve siècle ou du VIe siècle, et ne date pas du premier état de l'édifice : cet élément est datable d'une rénovation de l'église et des installations.

### Redécouverte

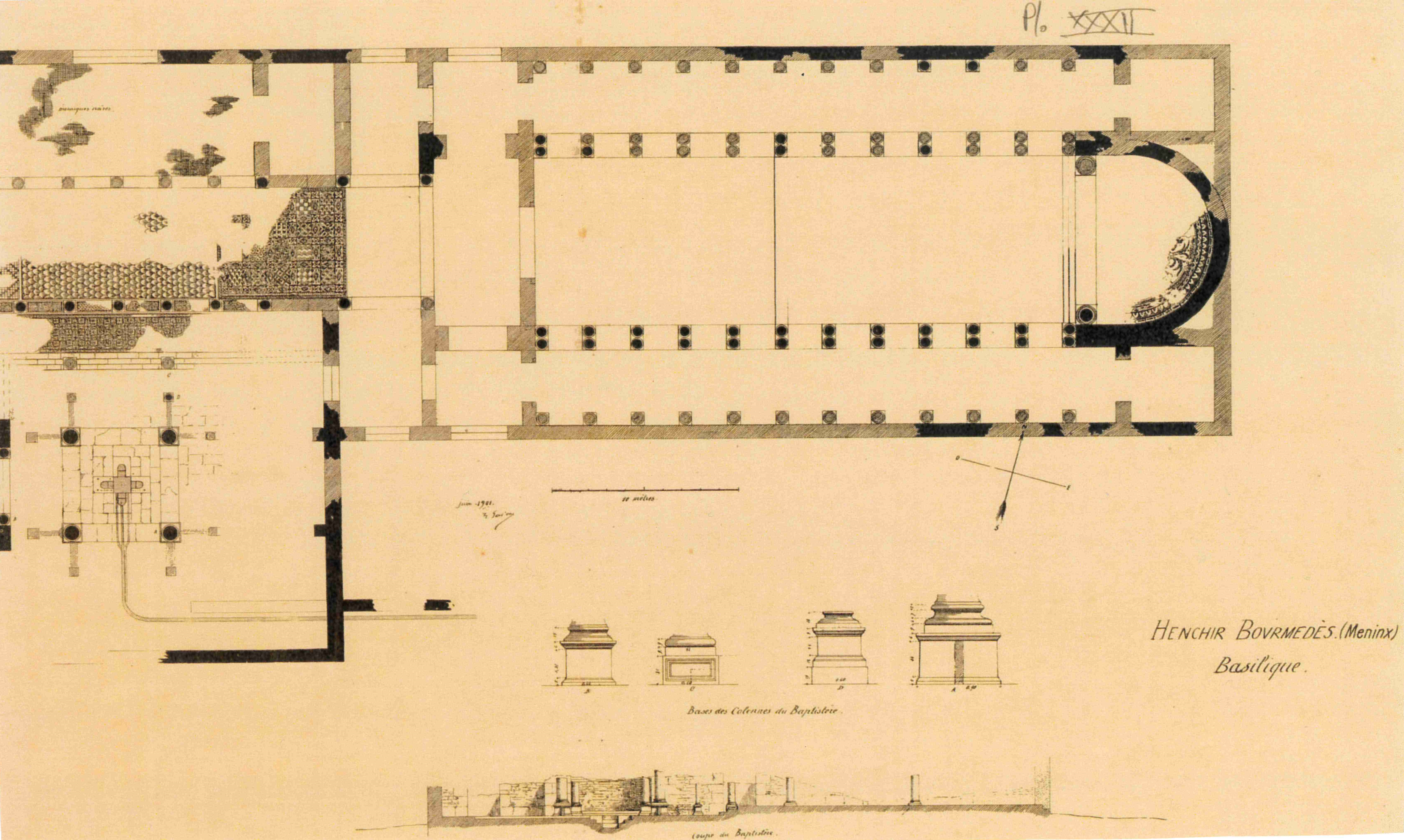
Basilique avec le baptistère in situ sur un plan de Paul Gauckler.

L'église fait l'objet de fouilles par des militaires en 1882. Une inscription funéraire est dégagée lors des fouilles.
Quant à elle, la cuve est prélevée dès 1881 par le Dr Hussenet et exposée dans la salle d'archéologie chrétienne du musée Alaoui, le futur musée national du Bardo. Il est le premier à le faire, avant la découverte du baptistère dit de Kélibia au début des années 1950.
En 1901, la basilique est fouillée à nouveau, et Sadoux lève le plan reproduit dans l'ouvrage de Paul Gauckler en remettant en place la cuve qui n'est plus alors in situ. La fouille n'a pas été complète et le complexe peut avoir été davantage étendu vers l'ouest.

## Description et interprétation

### Description

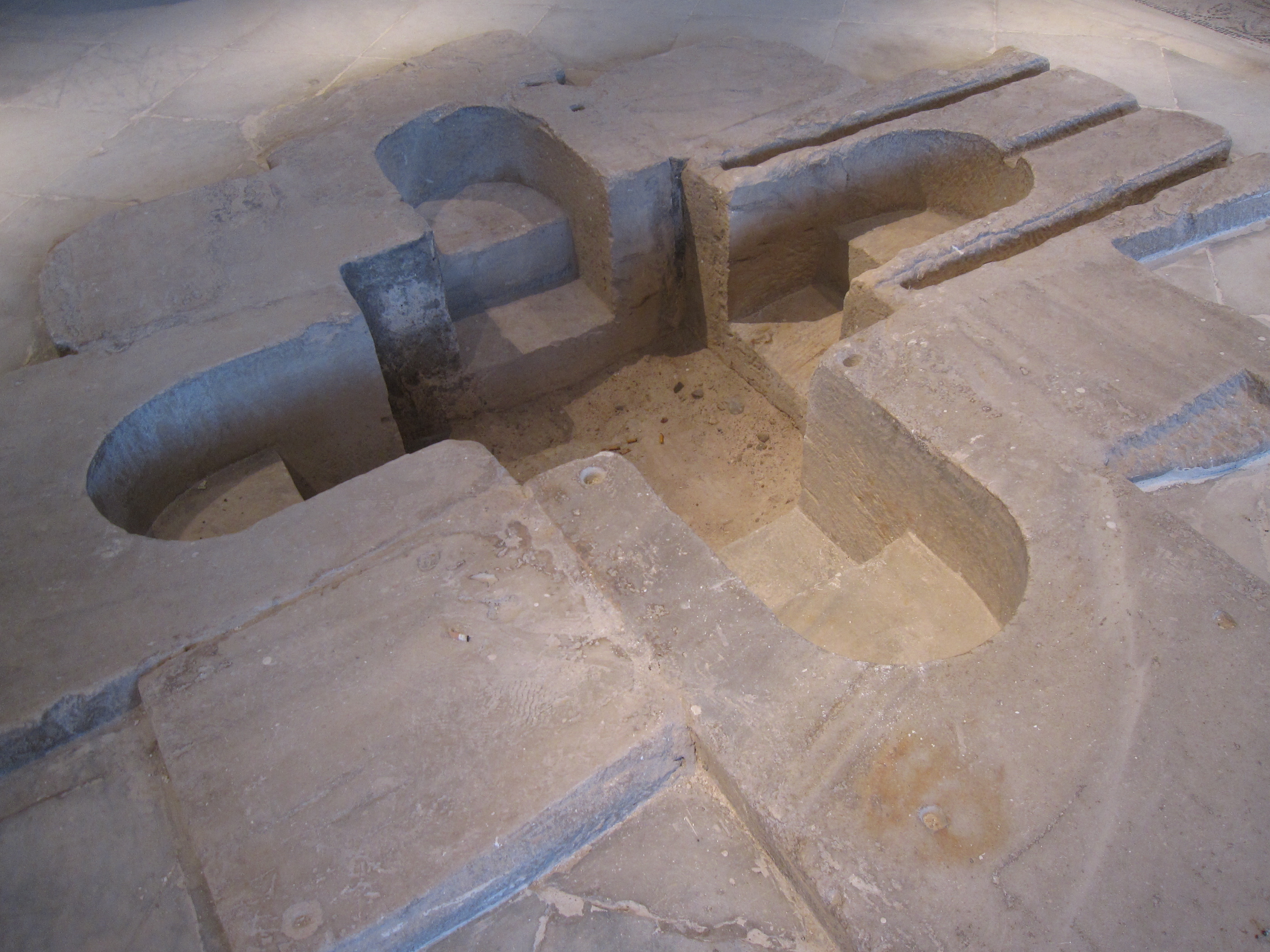
Baptistère en 2012.

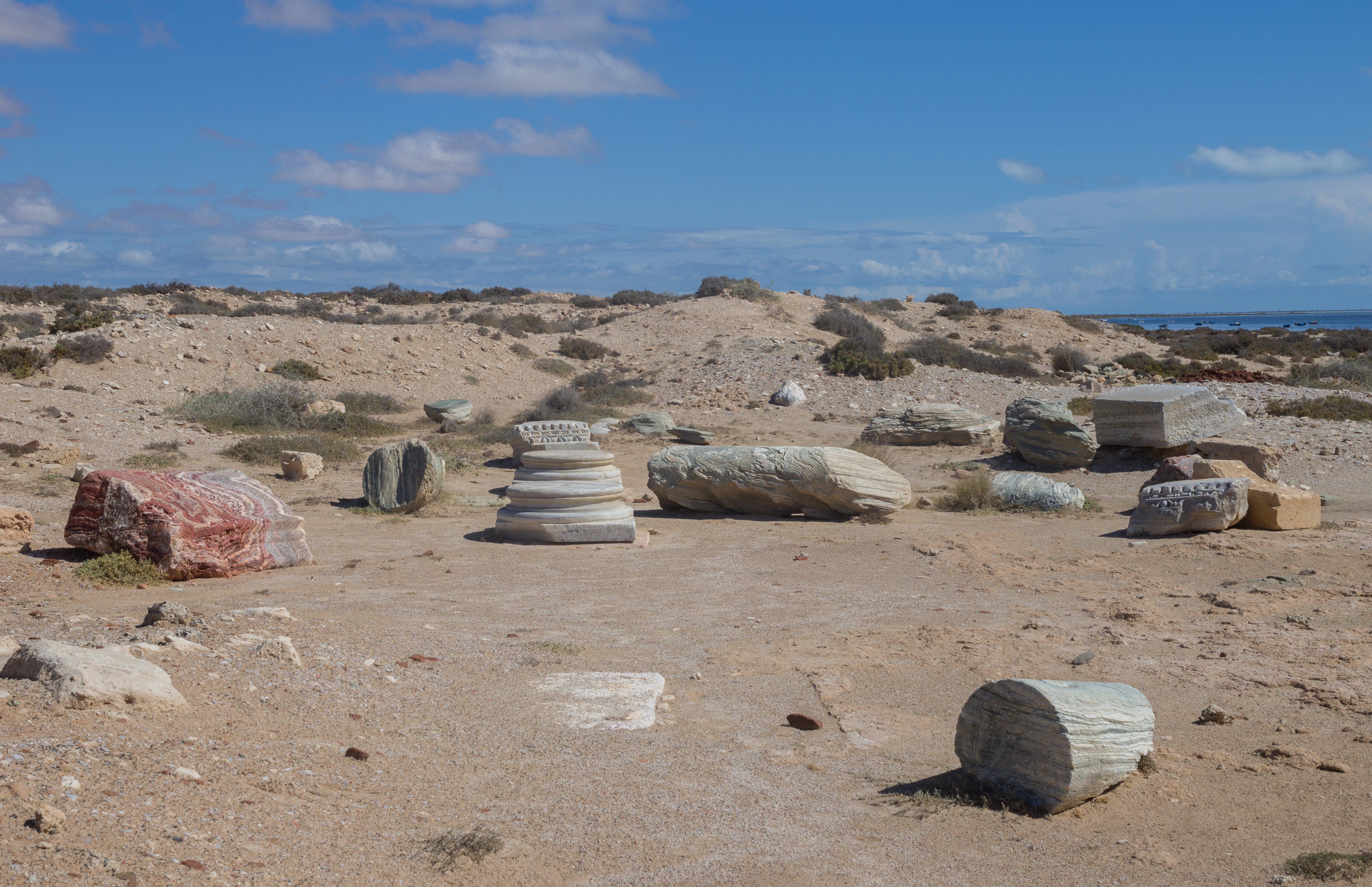
Vue des ruines de la basilique de Meninx.

L'église est orienté est-nord-est, mesurant 48,95 mètres sur 21,40 mètres avec son vestibule de 41 mètres sur 21 mètres. Le chevet est constitué d'une abside semi-circulaire de 9,20 mètres sur 7,35 mètres de profondeur et surélevée de trois marches par rapport au reste de l'édifice. Des sacristies sont sans doute présentes selon les fouilleurs du début du XXe siècle.
Les murs sont mal conservées au moment des fouilles, et la nef centrale du bâtiment était peut-être couverte en charpente alors que les nefs latérales auraient été voûtées. L'édifice est pourvu de mosaïques tant dans la nef que dans le baptistère, même si seule celle de l'abside est en partie conservée.
Un vestibule situé devant l'édifice donne accès à la basilique, à une salle munie de portiques et de mosaïques, et au baptistère. L'ensemble devant l'église stricto sensu mesure 19 mètres sur 33,10 mètres. La salle à portiques comporte six colonnes et un accès ouvert dans le mur nord.
Le baptistère possède une forme de croix et a été élaboré avec huit blocs de marbre en réemploi. La cuve n'est pas centrale dans l'édifice et a conservé son système d'alimentation et d'évacuation d'eau. La cuve se situe dans un espace dallé et pourvu de quatre colonnes, et peut-être pourvu d'une coupole ou d'un lanterneau. À l'ouest de la cuve se trouve une absidiole de 3,10 mètres sur 2,95 mètres.

### Interprétation
La forme cruciforme est assez répandue en Afrique,
.

#### Ouvrages généraux
- François Baratte, Fathi Béjaoui, Noël Duval, Sarah Berraho, Isabelle Gui et Hélène Jacquest, Basiliques chrétiennes d'Afrique du Nord, Bordeaux, Ausonius, coll. « Inventaire des monuments de la Tunisie » (no II), 2014, 319 p. .
- Aïcha Ben Abed-Ben Khedher, Le musée du Bardo : une visite guidée, Tunis, Cérès, 1992, 76 p. (ISBN 978-9-973-70083-4).
- M'hamed Hassine Fantar, Samir Aounallah et Abdelaziz Daoulatli, Le Bardo, la grande histoire de la Tunisie : musée, sites et monuments, Tunis, Alif, 2015 (ISBN 978-9-938-95811-9).
- Paul Gauckler, Basiliques chrétiennes de Tunisie (1892-1904), Paris, Librairie Alphonse Picard et fils, 1913, 48 p. .
- Taher Ghalia, « L'architecture religieuse en Tunisie aux Ve et VIe siècles », Antiquité tardive, no 10,‎ 2003, p. 213-222 (ISSN 1250-7334).
- Armen Khatchatrian, Les baptistères paléochrétiens, plans, notices et bibliographies, Paris, École pratique des hautes études, 1962, 153 p.
- Hédi Slim, Ammar Mahjoubi, Khaled Belkhodja et Abdelmajid Ennabli, Histoire générale de la Tunisie, vol. I : L'Antiquité, Paris, Maisonneuve et Larose, 2003, 459 p. (ISBN 978-2-706-81695-6).
- Hédi Slim et Nicolas Fauqué, La Tunisie antique : de Hannibal à saint Augustin, Paris, Mengès, 2001, 259 p. (ISBN 978-2-856-20421-4).
- Mohamed Yacoub, Le musée du Bardo : départements antiques, Tunis, Agence nationale du patrimoine, 1993, 294 p. (ISBN 978-9-973-91712-6). .

#### Ouvrages sur la cité ou sur l'édifice
- Dr Hussenet, « Inscription tumulaire chrétienne découverte dans les ruines de l'ancienne Meninx », CRAI, vol. 26, no 3,‎ 1882, p. 180-181 (lire en ligne, consulté le 31 mars 2020).
- René du Coudray de La Blanchère, Catalogue du musée Alaoui, Paris, Firmin-Didot, 1890, 153 p. (lire en ligne).
- Paul Gauckler, « Baptistères byzantins de Tunisie », CRAI, vol. 45,‎ 1901, p. 603-604 (lire en ligne, consulté le 31 mars 2020).
- Revue archéologique, 1902, 404[réf. incomplète].
- Sadoux, Bulletin archéologique, 1901[réf. incomplète].
- Pol Trousset, Jean Despois, Robert Mantran et Salem Chaker, « Djerba », dans Gabriel Camps (dir.), Encyclopédie berbère, vol. 16 : Djalut – Dougga, Aix-en-Provence, Édisud, 1995 (ISBN 2-85744-828-7, lire en ligne), p. 2452-2460.